# Бакайоко, Ибраима
Ибраима Бакайоко Села (фр. Ibrahima Bakayoko Sela; род. 31 декабря 1976, Сегела) — ивуарийский футболист, нападающий.

## Клубная карьера
Свою европейскую карьеру Бакайоко начал во Франции, играя за «Монпелье», там его заметил будущий тренер «Эвертона» Уолтер Смит, в октябре 1998 года Смит предложил «Монпелье» £ 4,5 млн за контракт Бакайоко. Однако он не смог проявить себя должным образом: в 23 играх чемпионата он забил только 4 раза (7 раз во всех соревнованиях). Наиболее ярким моментом был дубль в ворота «Блэкберн Роверс» на «Ивуд Парк», мерсисайдцы выиграли со счётом 2:1. Болельщики «Эвертона» иронично называют Бакайоко «Бакаджоко» (англ. joke — шутка) из-за его неудачного выступления за команду, а также «Back O the Echo» в честь местной ежедневной газеты. Он был продан за 4 млн фунтов в июне 1999 года в «Олимпик Марсель». В том же году Бакайоко занял третье место в борьбе за титул Футболист года в Африке.
После 26 матчей в Испании за «Осасуну» Бакайоко третий раз вернулся во Францию, на этот раз он представлял «Истр». Затем он переехал через Альпы в Италию, где играл сначала за «Ливорно», а затем за «Мессину». 28 января 2007 года он сыграл свой первый матч в Серии A за «Мессину» против «Асколи».
Летом 2007 года он перешёл в клуб греческой Суперлиги, «Ларису». 20 сентября 2007 года он забил с 30 метров за свой новый клуб в матче первого раунда Кубка УЕФА против английского «Блэкберн Роверс». 19 июня 2008 года он присоединился к ПАОКу, где провёл один сезон.
После окончания контракта с ПАОКом 27 июля 2009 года Бакайоко подписал двухлетний контракт с недавно повышенным в классе «ПАС Янина». Клуб не смог удержаться в элите, тем не менее, Бакайоко в сезоне 2010/11 стал лучшим бомбардиром Второго дивизиона с 19 голами.

## Карьера в сборной
Бакайоко представлял сборную Кот-д’Ивуара на международном уровне. Он дебютировал за команду в 1995 году. Первым международным турниром для Бакайоко стал Кубок африканских наций 1996. Кот-д’Ивуар не вышел с группы, уступив одно очко Тунису. На турнире 1998 года Кот-д’Ивуар выиграл группу, Бакайоко забил два гола в ворота Намибии и Анголы. В четвертьфинале «слоны» встретились с Египтом. После безголевой ничьи состоялась серия пенальти, всё решил единственный промах Ибраимы Дьоманде, Египет выиграл со счётом 5:4. На КАН 2000 все команды в группе Кот-д’Ивуара набрали по четыре очка, всё решила разница мячей, которая у команды Бакайоко была хуже, чем у Камеруна и Ганы. Турнир 2002 года стал самым худшим в карьере Бакайоко. Кот-д’Ивуар не выиграл ни одного матча и занял последнее место в группе.